# 内山高一
内山 高一（うちやま たかかず、1951年7月16日 - ）は、日本の経営者。フジテック社長、会長を務めた。

## 来歴・人物
兵庫県出身。1976年にアメリカのニューヨーク大学経営学部を卒業し、同年7月にフジテックに入社。1978年12月に取締役に就任し、1981年12月に常務、1989年11月に専務を経て、1992年6月に副社長に就任し、2002年6月には社長に昇格。2022年6月には会長に就任。